# Lista de chefes de estado da União Soviética
A Constituição da União Soviética reconheceu o Presidium do Soviete Supremo (entre 1938 e 1989) e o antigo Comitê Executivo Central (CEC) do Congresso dos Sovietes (entre 1922 e 1938) como os mais altos órgãos de autoridade estatal na União das Repúblicas Socialistas Soviéticas (URSS) entre as sessões legislativas. De acordo com as Constituições Soviéticas  de 1924, 1936 e 1977, estes órgãos serviram como chefes de Estado coletivos da União Soviética. O presidente destes órgãos desempenhava pessoalmente as funções essencialmente cerimoniais atribuídas a um único chefe de Estado mas a constituição conferia-lhe pouco poder real.
A União Soviética foi criada em 1922. Entretanto, a primeira constituição do país só foi adotada em 1924. Antes disso, a Constituição de 1918 da República Socialista Federativa Soviética Russa funcionava como a constituição da URSS. De acordo com a Constituição de 1918, o Comitê Executivo Central de Toda a Rússia (CEC), cujo presidente era o chefe de Estado, tinha o poder de determinar quais questões de renda e impostos iriam para o orçamento do Estado e quais iriam para os sovietes locais. A CEC também poderia limitar os impostos. Nos períodos entre as convocações do Congresso dos Sovietes, a CEC detinha o poder supremo. Entre as sessões do Congresso dos Sovietes, a CEC era responsável por todos os assuntos do Congresso dos Sovietes. A CEC e o Congresso dos Sovietes foram substituídos pelo Presidium e pelo Soviete Supremo, respectivamente, por várias alterações à Constituição de 1936 em 1938.
Segundo a Constituição de 1977, o Soviete Supremo era o órgão máximo do poder estatal e o único órgão do país a deter autoridade legislativa. As sessões do Soviete Supremo eram convocadas pelo Presidium duas vezes por ano; no entanto, sessões especiais podiam ser convocadas por ordem de uma República da União. Em caso de desacordo entre o Soviete da União e o Soviete das Nacionalidades, o Presidium poderia formar uma comissão de conciliação. Se esta comissão falhasse, o Presidium poderia dissolver o Soviete Supremo e ordenar novas eleições. O Presidente do Presidium do Soviete Supremo, juntamente com o primeiro e os outros quinze vice-presidentes, seriam eleitos pelos deputados do Soviete Supremo. Na prática, o Presidente do Presidium teve pouca influência sobre a política desde a delegação do poder do cargo ao Secretário-Geral do Partido Comunista da União Soviética (PCUS) durante o governo de Josef Stalin.
A Presidência foi estabelecida em 1990 e o Presidente, de acordo com a constituição alterada, seria eleito pelo povo soviético por voto direto e secreto. No entanto, o primeiro e único presidente soviético, Mikhail Gorbachev, foi eleito pelo Congresso dos Deputados do Povo, democraticamente eleito. Em conexão com a dissolução da União Soviética, eleições nacionais para o cargo de Presidente nunca ocorreram. Para ser eleito para o cargo, uma pessoa deve ser cidadã soviética e ter mais de trinta e cinco anos, mas menos de sessenta e cinco. A mesma pessoa não poderia ser eleita presidente mais de duas vezes. A Presidência era o mais alto cargo estatal e o cargo mais importante na União Soviética em termos de influência e reconhecimento, eclipsando o de Primeiro-Ministro e, com a eliminação do Artigo 6 da Constituição Soviética, o de Secretário-Geral. Com o estabelecimento da Presidência, o poder executivo foi compartilhado entre o Presidente e o Primeiro-Ministro. O Presidente recebeu amplos poderes, como ser responsável por negociar a composição do Gabinete de Ministros com o Soviete Supremo; o Primeiro-Ministro, no entanto, era responsável por gerir a nomenklatura e os assuntos econômicos.

## Lista de presidentes
Dos onze indivíduos nomeados chefes de Estado, três morreram no cargo por causas naturais (Leonid Brejnev, Iúri Andropov e Konstantin Chernenko), um ocupou o cargo em caráter temporário (Vasili Kuznetsov) e quatro ocuparam os cargos de líder do partido e chefe de Estado simultaneamente (Brejnev, Andropov, Chernenko e Mikhail Gorbatchov). O primeiro chefe de Estado foi Mikhail Kalinin, que tomou posse em 1922 após o Tratado de Criação da URSS. Com mais de vinte anos, Kalinin passou o maior tempo no cargo; ele morreu logo após sua renúncia em 1946. Andropov passou o menor tempo no cargo.

### Chefes da República Soviética Russa(1917–1922)
| N°.                                                                                     | Retrato                                                                                 | Nome (Nascimento–Morte)                                                                 | Mandato                                                                                 | Mandato                                                                                 | Mandato                                                                                 | Congresso                                                                               |
| N°.                                                                                     | Retrato                                                                                 | Nome (Nascimento–Morte)                                                                 | Posse                                                                                   | Fim do Mandato                                                                          | Duração                                                                                 | Congresso                                                                               |
| Presidentes do Comitê Executivo Central do Congresso Pan-Russo dos Sovietes (1917–1922) | Presidentes do Comitê Executivo Central do Congresso Pan-Russo dos Sovietes (1917–1922) | Presidentes do Comitê Executivo Central do Congresso Pan-Russo dos Sovietes (1917–1922) | Presidentes do Comitê Executivo Central do Congresso Pan-Russo dos Sovietes (1917–1922) | Presidentes do Comitê Executivo Central do Congresso Pan-Russo dos Sovietes (1917–1922) | Presidentes do Comitê Executivo Central do Congresso Pan-Russo dos Sovietes (1917–1922) | Presidentes do Comitê Executivo Central do Congresso Pan-Russo dos Sovietes (1917–1922) |
| --------------------------------------------------------------------------------------- | --------------------------------------------------------------------------------------- | --------------------------------------------------------------------------------------- | --------------------------------------------------------------------------------------- | --------------------------------------------------------------------------------------- | --------------------------------------------------------------------------------------- | --------------------------------------------------------------------------------------- |
| 1                                                                                       |                                                                                         | Lev Kamenev (1883–1936)                                                                 | 9 de novembro de 1917                                                                   | 21 de novembro de 1917                                                                  | 12 dias                                                                                 | 2º Congresso                                                                            |
| 2                                                                                       |                                                                                         | Yakov Sverdlov (1885–1919)                                                              | 21 de novembro de 1917                                                                  | 16 de março de 1919 †                                                                   | 1 ano, 115 dias                                                                         | 3°–6° Congresso                                                                         |
| —                                                                                       |                                                                                         | Mikhail Vladimirski (1874–1951) Interino                                                | 16 de março de 1919                                                                     | 30 de março de 1919                                                                     | 14 dias                                                                                 | —                                                                                       |
| 3                                                                                       |                                                                                         | Mikhail Kalinin (1875–1946)                                                             | 30 de março de 1919                                                                     | 30 de dezembro de 1922                                                                  | 3 anos, 275 dias                                                                        | 7°–10° Congresso                                                                        |

### Chefes da União Soviética (1922–1991)
| N°. [a] | Retrato                                                                      | Nome (Nascimento–Morte)                                                      | Mandato                                                                      | Mandato                                                                      | Mandato                                                                      | Soviete Supremo [b]                                                          |
| N°. [a] | Retrato                                                                      | Nome (Nascimento–Morte)                                                      | Posse                                                                        | Fim do Mandato                                                               | Duração                                                                      | Soviete Supremo [b]                                                          |
| 1       | Presidente do Comitê Executivo Central do Congresso dos Sovietes (1922–1938) | Presidente do Comitê Executivo Central do Congresso dos Sovietes (1922–1938) | Presidente do Comitê Executivo Central do Congresso dos Sovietes (1922–1938) | Presidente do Comitê Executivo Central do Congresso dos Sovietes (1922–1938) | Presidente do Comitê Executivo Central do Congresso dos Sovietes (1922–1938) | Presidente do Comitê Executivo Central do Congresso dos Sovietes (1922–1938) |
| ------- | ---------------------------------------------------------------------------- | ---------------------------------------------------------------------------- | ---------------------------------------------------------------------------- | ---------------------------------------------------------------------------- | ---------------------------------------------------------------------------- | ---------------------------------------------------------------------------- |
| 1       |                                                                              | Mikhail Kalinin (1875–1946)                                                  | 30 de dezembro de 1922                                                       | 12 de janeiro de 1938                                                        | 15 anos, 13 dias                                                             | 1ª–8ª Convocação                                                             |
| 1       | Presidentes do Presidium do Soviete Supremo (1938–1989)                      |                                                                              |                                                                              |                                                                              |                                                                              |                                                                              |
| 1       |                                                                              | Mikhail Kalinin (1875–1946)                                                  | 17 de janeiro de 1938                                                        | 19 de março de 1946                                                          | 8 anos, 61 dias                                                              | 1ª Convocação                                                                |
| 2       |                                                                              | Nikolai Shvernik (1888–1970)                                                 | 19 de março de 1946                                                          | 15 de março de 1953                                                          | 6 anos, 361 dias                                                             | 2ª–3ª Convocação                                                             |
| 3       |                                                                              | Kliment Vorochilov (1881–1969)                                               | 15 de março de 1953                                                          | 7 de maio de 1960                                                            | 7 anos, 53 dias                                                              | 3ª–5ª Convocação                                                             |
| 4       |                                                                              | Leonid Brejnev (1906–1982)                                                   | 7 de maio de 1960                                                            | 15 de julho de 1964                                                          | 4 anos, 69 dias                                                              | 5ª–6ª Convocação                                                             |
| 5       |                                                                              | Anastas Mikoyan (1895–1978)                                                  | 15 de julho de 1964                                                          | 9 de dezembro de 1965                                                        | 1 ano, 147 dias                                                              | 6ª Convocação                                                                |
| 6       |                                                                              | Nikolai Podgorny (1903–1983)                                                 | 9 de dezembro de 1965                                                        | 16 de junho de 1977                                                          | 11 anos, 189 dias                                                            | 6ª–9ª Convocação                                                             |
| (4)     |                                                                              | Leonid Brejnev (1906–1982)                                                   | 16 de junho de 1977                                                          | 10 de novembro de 1982                                                       | 5 anos, 147 dias                                                             | 9ª–10ª Convocação                                                            |
| —       |                                                                              | Vasili Kuznetsov (1901–1990) Acting                                          | 10 de novembro de 1982                                                       | 16 de junho de 1983                                                          | 218 dias                                                                     | 10ª Convocação                                                               |
| 7       |                                                                              | Iúri Andropov (1914–1984)                                                    | 16 de junho de 1983                                                          | 9 de fevereiro de 1984                                                       | 238 dias                                                                     | 10ª Convocação                                                               |
| —       |                                                                              | Vasili Kuznetsov (1901–1990) Acting                                          | 9 de fevereiro de 1984                                                       | 11 de abril de 1984                                                          | 62 dias                                                                      | 11ª Convocação                                                               |
| 8       |                                                                              | Konstantin Chernenko (1911–1985)                                             | 11 de abril de 1984                                                          | 10 de março de 1985                                                          | 333 dias                                                                     | 11ª Convocação                                                               |
| —       |                                                                              | Vasili Kuznetsov (1901–1990)                                                 | 10 de março de 1985                                                          | 27 de julho de 1985                                                          | 139 dias                                                                     | 11ª Convocação                                                               |
| 9       |                                                                              | Andrei Gromiko (1909–1989)                                                   | 27 de julho de 1985                                                          | 1 de outubro de 1988                                                         | 3 anos, 66 dias                                                              | 11ª Convocação                                                               |
| 10      |                                                                              | Mikhail Gorbatchov (1931–2022)                                               | 1 de outubro de 1988                                                         | 25 de maio de 1989                                                           | 236 dias                                                                     | 11ª–12ª Convocação                                                           |
| 10      | Presidente do Soviete Supremo (1989–1990)[c]                                 |                                                                              |                                                                              |                                                                              |                                                                              |                                                                              |
| 10      |                                                                              | Mikhail Gorbatchov (1931–2022)                                               | 25 de maio de 1989                                                           | 15 de março de 1990                                                          | 294 dias                                                                     | 12ª Convocação                                                               |
| 10      | Presidente da União Soviética (1990–1991)                                    |                                                                              |                                                                              |                                                                              |                                                                              |                                                                              |
| 10      |                                                                              | Mikhail Gorbatchov (1931–2022)                                               | 15 de março de 1990                                                          | 25 de dezembro de 1991[f]                                                    | 1 ano, 285 dias                                                              | 12ª Convocação                                                               |

## Lista de vice-presidentes
Houve cinco indivíduos nomeados vice-chefes de Estado. Em 1944, Nikolai Shvernik foi o primeiro vice-chefe de Estado até 1946, quando o cargo foi abolido e posteriormente restabelecido em 1977. Com mais de oito anos, Vasily Kuznetsov foi o que passou mais tempo no cargo. Gennady Yanayev passou o menor tempo no cargo.
| N°. [a]                                                                          | Retrato                                                                          | Name (Nascimento–Morte)                                                          | Mandato                                                                          | Mandato                                                                          | Mandato                                                                          | Soviete Supremo [b]                                                              |
| N°. [a]                                                                          | Retrato                                                                          | Name (Nascimento–Morte)                                                          | Posse                                                                            | Fim do Mandato                                                                   | Duração                                                                          | Soviete Supremo [b]                                                              |
| Primeiro Vice-Presidente do Presidium do Soviete Supremo (1944–1946) (1977–1989) | Primeiro Vice-Presidente do Presidium do Soviete Supremo (1944–1946) (1977–1989) | Primeiro Vice-Presidente do Presidium do Soviete Supremo (1944–1946) (1977–1989) | Primeiro Vice-Presidente do Presidium do Soviete Supremo (1944–1946) (1977–1989) | Primeiro Vice-Presidente do Presidium do Soviete Supremo (1944–1946) (1977–1989) | Primeiro Vice-Presidente do Presidium do Soviete Supremo (1944–1946) (1977–1989) | Primeiro Vice-Presidente do Presidium do Soviete Supremo (1944–1946) (1977–1989) |
| -------------------------------------------------------------------------------- | -------------------------------------------------------------------------------- | -------------------------------------------------------------------------------- | -------------------------------------------------------------------------------- | -------------------------------------------------------------------------------- | -------------------------------------------------------------------------------- | -------------------------------------------------------------------------------- |
| 1                                                                                |                                                                                  | Nikolai Shvernik (1888–1970)                                                     | 4 de março de 1944                                                               | 25 de junho de 1946                                                              | 2 anos, 113 dias                                                                 | 1ª Convocação                                                                    |
| 2                                                                                |                                                                                  | Vasili Kuznetsov (1901–1990)                                                     | 7 de outubro de 1977                                                             | 18 de junho de 1986                                                              | 8 anos, 254 dias                                                                 | 9ª–11ª Convocação                                                                |
| 3                                                                                |                                                                                  | Pyotr Demichev (1917–2010)                                                       | 18 de junho de 1986                                                              | 1 de outubro de 1988                                                             | 2 anos, 105 dias                                                                 | 11ª Convocação                                                                   |
| 4                                                                                |                                                                                  | Anatoly Lukyanov (1930–2019)                                                     | 1 de outubro de 1988                                                             | 25 de maio de 1989                                                               | 236 dias                                                                         | 11ª–12ª Convocação                                                               |
| 4                                                                                | Vice-presidente do Soviete Supremo (1989–1990)                                   |                                                                                  |                                                                                  |                                                                                  |                                                                                  |                                                                                  |
| 4                                                                                |                                                                                  | Anatoly Lukyanov (1930–2019)                                                     | 25 de maio de 1989                                                               | 15 de março de 1990                                                              | 294 dias                                                                         | 12ª Convocação                                                                   |
| Vice-presidente da União Soviética (1990–1991)                                   |                                                                                  |                                                                                  |                                                                                  |                                                                                  |                                                                                  |                                                                                  |
| 5                                                                                |                                                                                  | Gennady Yanayev (1937–2010)                                                      | 27 de dezembro de 1990                                                           | 21 de agosto de 1991[d]                                                          | 237 dias                                                                         | 12ª Convocação                                                                   |
| —                                                                                | Cargo abolido                                                                    | Cargo abolido                                                                    | 21 de agosto de 1991                                                             | 26 de dezembro de 1991[e]                                                        | 127 dias                                                                         | 12ª Convocação                                                                   |